# Opérations militaires israéliennes
Les opérations militaires israéliennes s'inscrivent dans le cadre de la guerre israélo-arabe et du conflit israélo-palestinien.
Le choix des noms de ces opérations a pu être analysé comme un moyen de légitimation idéologique. En faisant référence à la Bible ou à la nature, il contribue à occulter certains aspects négatifs comme le nombre de morts, et à présenter la guerre comme un phénomène naturel. Selon Dalila Gavrieli-Nuri, le nom peut être aussi un instrument d'annihilation de l'Autre.

## Vue d'ensemble
Voici la liste des opérations militaires israéliennes - avec leurs noms de code - réalisées par l'armée israélienne  depuis la création de l'État d'Israël en 1948 :
- Crise du canal de Suez appelé par Israël opération Kaddesh en 1956
- Raid d'Entebbe appelé par Israël opération Tonnerre en 1976, rebaptisée opération Jonathan
- Conflit du Sud-Liban de 1978 appelé par Israël opération Litani en 1978
- Opération Opéra en 1981
- Intervention militaire israélienne au Liban de 1982 appelée en Israël opération Paix en Galilée en 1982
- Raid israélien contre le quartier général de l'OLP à Tunis, appelé par Israël opération Jambe de bois, en 1985
- Opération Justice rendue en 1993
- Opération Raisins de la colère en 1996
- Opération Rempart en 2002
- Opération militaire israélienne à Rafah de 2004 appelée par Israël opération Arc-en-ciel en 2004
- Opération Jours de pénitence en 2004
- Opération Pluies d'été en 2006
- Conflit israélo-libanais de 2006 appelé par Israël opération Changement de direction en 2006
- Opération Orchard en 2007
- Guerre de Gaza de 2008-2009 appelée par Israël opération Plomb durci en 2009
- Guerre de Gaza de 2012  appelée par Israël opération Pilier de défense en 2012
- Opération Divulgation totale (en) en 2014
- Guerre de Gaza de 2014 appelée par Israël opération Bordure protectrice en 2014
- Opération Gardien de nos frères en 2014
- Opération Bouclier du nord en 2018
- Opération Ceinture noire en 2019
- Guerre israélo-palestinienne de 2021 appelée par Israël opération Gardien du Mur en 2021
- Guerre à Gaza depuis 2023, appelée par Israël opération Épées de fer depuis 2023
- Guerre Israël-Iran (13 juin 2025), appelée par Israël opération Rising Lion